# Araneus ryukyuanus
Araneus ryukyuanus es una especie de araña del género Araneus, tribu Araneini, familia Araneidae. Fue descrita científicamente por Tanikawa en 2001.
Se distribuye por Japón. La especie se mantiene activa durante los meses de marzo, abril y mayo.